# Linocarpon pandani
Linocarpon pandani är en svampart som beskrevs av Syd. & P. Syd. 1917. Linocarpon pandani ingår i släktet Linocarpon, klassen Sordariomycetes, divisionen sporsäcksvampar och riket svampar.   Inga underarter finns listade i Catalogue of Life.